# چهره پیشوا
چهرهٔ پیشوا (انگلیسی: Der Fuehrer's Face) با نام اصلی دانلد داک در سرزمین نازی‌ها یک فیلم کوتاه انیمیشن و ضد نازیِ آمریکایی است که در سال ۱۹۴۳ میلادی منتشر شد.
این انیمیشن محصول شرکت والت دیزنی است و توسط شرکت آر.ک.ئو توزیع شد و یکی از نمونه‌های تبلیغات سیاسی آمریکا در جنگ جهانی دوم است که در تلاش برای فروختن «اوراق قرضه جنگی سری ای» (E) در آمریکا ساخته شد و دانلد داک را نشان می‌دهد که در یک شرایط کابوس‌زا، در کارخانه‌ای در آلمان نازی کار می‌کند.
این انیمیشن برندهٔ جایزه اسکار بهترین پویانمایی کوتاه در پانزدهمین دوره جوایز اسکار شد.